# Etnia efik
Los efik son un grupo humano que habita sobre todo en el sureste de Nigeria. Su lengua es el idioma efik. En el siglo XVI los efik migraron a su tierra actual desde el actual Camerún y fundaron numerosos asentamientos en la zona de Calabar, en el actual Estado de Cross River. La mayoría viven en este estado y en el de Akwa Ibom. En la época colonial tomó el nombre de Reino de Calabar su estado de Akwa Akpa,  que no debe confundirse con el Reino de Kalabari del actual estado de Rivers, que es un estado de la etnia ijaw, que está más al oeste.
Los edik y los cercanos anaang y los ibibios también viven en el suroeste del Camerún, en la península de Bakassi. Esta región, que anteriormente era parte de Nigeria, pasó a ser de Camerún el año 1961. Esto provocó la división de los efik en dos estados.

## Historia

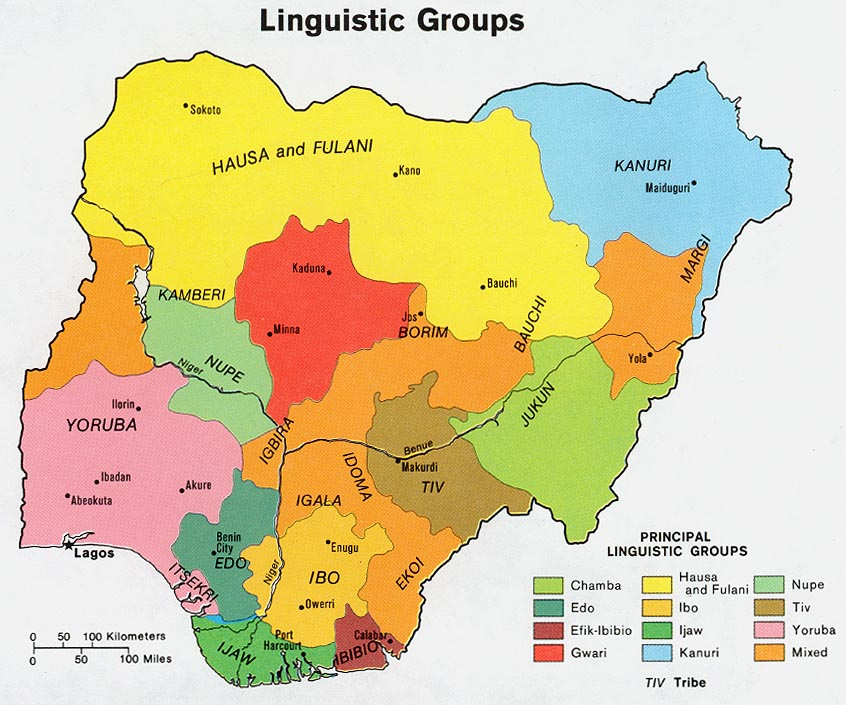
Mapa lingüístico de Nigeria. Los Ibibios y los EFIKA están en la zona del extremo sureste.

Aunque su economía estaba basada originariamente en la pesca, a principios del XX se desarrollaron rápidamente para adaptarse al sector comercial. Los efik intercambiaban esclavos y aceite de palma por bienes europeos. Los reyes efik cobraban tasas al comercio a los barcos que comerciaban hasta que los británicos colonizaron la zona. 
Los efik fueron intermediarios entre los comerciantes europeos y las tribus del interior. A mediados del siglo XIX empezó a haber misiones cristianas que fueron a la tierra de los efik para introducir el cristianismo. Ya entrado el siglo XX la mayoría de los efik visten con trajes europeos, son cristianos y han adquirido numerosas costumbres occidentales.
Los efik están íntimamente relacionados con los anaang, los ibibios, los oron, los bias, los akampkpa, los uruans y los ekets con quienes tienen ancestros comunes. Todos estos pueblos hablan lenguas muy parecidas.
La sociedad secreta ekpe cohesiona los efik con las otras tribus afines. Estos inventaron la antigua forma de escritura africana, los símbolos nsibidi.
Los efik y demás pueblos del antiguo reino de Calabar fueron los primeros que recibieron educación occidental de la actual Nigeria.

Ancestros efik en los Estados Unidos, según el censo del 2000.

El 1884 los reyes efik se pusieron bajo la protección de los británicos. Estos tratados están documentados en el CAP 23 de Laws of Eastern Nigeria.  El rey efik, también conocido como Obong de Calabar hoy en día todavía es un poder político entre los efik.

## Lengua
Algunos dialectos del idioma efik son el oron, el biase, el anaang y el ibibio.